# Saint Asonia
A Saint Asonia (stilizálva SΔINT ΔSONIΔ) egy kanadai-amerikai rock supergroup, ami 2015-ben alakult Torontóban, Kanadában. A zenekar frontembere, énekese és ritmusgitárosa Adam Gontier (Three Days Grace), gitárosa Mike Mushok (Staind), basszusgitárosa Cale Gontier, dobosa pedig Cody Watkins (Art of Dying). 2017-ben a zenekar eredeti dobosa, Rich Beddoe (Finger Eleven) távozott a zenekarból, helyére pedig Mushok volt zenésztársa, Sal Giancarelli (Staind) érkezett. Egy évvel később pedig Corey Lowery basszusgitáros lépett ki, hogy a Seetherben folytassa pályafutását, helyére Gontier unokatestvére, Cale Gontier érkezett. A zenekar az után alakult, hogy Adam Gontier távozott a Three Days Grace-ből 2012-ben. A zenekar második stúdióalbuma, a Flawed Design 2019. október 25-én jelent meg.

## A zenekar története
Az első rövid előzetes 2015 májusában jelent meg, de ekkor még csak különféle képeket, az első kislemez töredékét és a zenekar logóját publikálták. Ekkor még nem volt biztos, kik lesznek majd a zenekar tagjai, de a közösség előbb-utóbb megfejtette, hogy a Three Days Grace volt énekese, Adam Gontier, a Staind volt gitárosa, Mike Mushok, a Finger Eleven volt dobosa, Rich Beddoe és a Dark New Day volt basszusgitárosa, Corey Lowery alkotja majd a zenekart. Ezt május 16-án erősítették meg, amikor megjelent a zenekar első kislemeze is, a Better Place. Az első stúdióalbum, aminek producere Johnny K, 2015. július 31-én jelent meg. Ezzel együtt egy turnét is bejelentettek.
A zenekar első fellépése 2015-ös Rock on the Range fesztiválon volt, május 16-án. Az első kislemez mellett több, az első albumon szereplő dalt, többek között a Fairy Tale-t, a Dying Slowly-t és a Let Me Live My Life-ot, valamint több feldolgozást is eljátszottak: a Three Days Grace I Hate Everything About You számát és Mushok volt zenekarának, a Staind Mudshovel és For You c. számait. A zenekar bejelentette, hogy az első stúdióalbum, a Saint Asonia július 31-én jelenik majd meg, kiadója az RCA Records és a lemezen 11 szám szerepel majd. A második kislemez, a Blow Me Wide Open június 29-én jelent meg.  A Saint Asonia első rövid turnéja 2015 augusztusában valósult meg, de ezen kívül 2015 őszén turnézott a Seetherrel is. 2016 februárjában a zenekar csatlakozott a Disturbed 2016-os turnéjának első feléhez, előzenekarként.
2016. május 2-án a Saint Asonia feldolgozta Phil Collins I Don't Care Anymore számát, amit később, május 6-án adtak ki az iTunes Store-on.
2017. június 5-én Rich Beddoe dobos bejelentette, hogy békésen távozott a zenekartól, hogy máson dolgozzon.[forrás?] Július 12-én először játszott a zenekar Mike Mushok volt Staindes zenésztársával, Sal Giancarellivel a doboknál.[forrás?] 2018 nyarán Lowery is kilépett a zenekarból, hogy a Seether teljes értékű tagja lehessen. Helyére az Art of Dying basszusgitárosa és Gontier unokatestvére, Cale Gontier érkezett.[forrás?] 2019. február 21-én a zenekar bejelentette, hogy megegyezett a Spinefarm Records kiadóval, valamint azt, hogy dolgoznak a második lemezen.
2019. július 24-én megjelent a The Hunted c. új kislemez, amin a Godsmack-es Sully Erna-val dolgoztak együtt. Az új dal kiadása utáni interjúkból kiderült, hogy az új lemez címe Flawed Design lesz. Szeptember 20-án a zenekar kiadta második kislemezét, a Beastet, és bejelentette a Flawed Design várható kiadási dátumát is.
A Flawed Design 2019. október 25-én jelent meg világszerte.
2020. január 26-án bejelentették, hogy Sal Giancarelli dobost Cody Watkins (Art of Dying) váltja.

## Tagok
Jelenlegi tagok
- Adam Gontier – ének, ritmusgitár (2015–napjainkig)
- Mike Mushok – gitár (2015–napjainkig)
- Cale Gontier – basszusgitár, háttérvokál (2018–napjainkig)
- Cody Watkins – dobok, perkusszió (2020–napjainkig)

Korábbi tagok
- Rich Beddoe – dobok, perkusszió (2015–2017)
- Corey Lowery – basszusgitár, háttérvokál (2015–2018)
- Sal Giancarelli – dobok, perkusszió (2017–2020)

## Diszkográfia

### Stúdióalbumok
- 2015 – Saint Asonia
- 2019 – Flawed Design

### Középlemezek
- 2022 – Introvert
- 2022 – Extrovert

### Kislemezek
- 2015 – Blow Me Wide Open (promóciós)
- 2015 – Fairy Tale (promóciós)
- 2015 – Trying to Catch Up with the World (promóciós)
- 2015 – Better Place
- 2015 – Let Me Live My Life
- 2016 – I Don't Care Anymore (promóciós)
- 2019 – The Hunted (feat. Sully Erna)
- 2019 – Beast (promóciós)
- 2019 – This August Day (promóciós)
- 2020 – Blind
- 2020 – Ghost
- 2021 – Blinding Lights (promóciós)
- 2022 – Above It All
- 2022 – Better Late Than Never (promóciós)
- 2022 – Wolf
- 2022 – Break the Mold (promóciós)

### Videóklipek
| # | Év   | Dal          | Stúdióalbum   | Rendező                     |
| - | ---- | ------------ | ------------- | --------------------------- |
| 1 | 2015 | Better Place | Saint Asonia  | P. R. Brown és Adam Gontier |
| 2 | 2017 | Fairy Tale   | Saint Asonia  | ?                           |
| 3 | 2019 | The Hunted   | Flawed Design | P. R. Brown                 |
| 4 | 2020 | Ghost        | Flawed Design | ?                           |
| 5 | 2022 | Above It All | Introvert     | Justin Reich                |
| 6 | 2023 | Devastate    | Extrovert     | ?                           |

## Díjak és jelölések
| Év   | Díj                      | Munka        | Eredmény |
| ---- | ------------------------ | ------------ | -------- |
| 2015 | Loudwire Best New Artist | Saint Asonia | Elnyerte |

## Fordítás
- Ez a szócikk részben vagy egészben a Saint Asonia című angol Wikipédia-szócikk ezen változatának fordításán alapul.  Az eredeti cikk szerkesztőit annak laptörténete sorolja fel. Ez a jelzés csupán a megfogalmazás eredetét és a szerzői jogokat jelzi, nem szolgál a cikkben szereplő információk forrásmegjelöléseként.

## Külső hivatkozások
- A Saint Asonia hivatalos honlapja